# Cult of Static
Cult of Static es el sexto álbum de estudio de Static-X lanzado a la venta el 17 de marzo de 2009.
Wayne Static mencionó en repetidas ocasiones que el sonido de Cult of Static sería similar al de Cannibal, con más capas sonoras e introducciones más largas como en los primeros discos de la banda. La primera canción que se hizo pública fue Lunatic la cual apareció en la banda sonora de la película Punisher: War Zone a finales del 2008. Sin embargo, en el disco de estudio, esta canción cuenta con un solo de guitarra adicional, tocado por Dave Mustaine de Megadeth. La canción está basada parcialmente en un guerrero similar al personaje de cómic The Punisher (El Castigador).
El primer sencillo fue Stingwray el cual hace referencia a la esposa de Wayne Static, Tera Wray y a su Corvette Stingray. Este tema comenzó a rotar en las radios el 14 de febrero de 2009.
Cult of Static debutó en el puesto 16 del ranking Billboard 200, el puesto más alto alcanzado por un álbum de la banda desde su segundo disco, Machine.
El álbum fue producido por John Travis, quien también produjo el anterior disco de la banda, Cannibal. Además es el primer álbum de Static-X que no incluye una canción con el mismo nombre del álbum, y el segundo álbum que no incluye ninguna canción sobre 'Otsego' en él.

## Lista de canciones
1. "Lunatic"
2. "Z28"
3. "Terminal"
4. "Hypure"
5. "Tera-Fied"
6. "Stingwray"
7. "You Am I"
8. "Isolaytore"
9. "Nocturnally"
10. "Skinned"
11. "Grind 2 Halt"

## Pistas adicionales
- "Still of The Night" (versión de Whitesnake - Solo en la versión de iTunes)
- "W.F.O." (Solo en la versión de Best Buy y Amazon)
- "Looks That Kill (versión de Mötley Crüe - Solo en la versión de Best Buy y Amazon)
- "Talk Dirty To Me" (versión de Poison - Descarga especial para la versión de Best Buy)

## Créditos
- Wayne Static - Voz, Guitarra, Programación, Teclados, Producción
- Koichi Fukuda - Guitarra Principal
- Tony Campos - Bajo, Voz de fondo
- Nick Oshiro - Batería
- Dave Mustaine - Guitarra (solo en "Lunatic")[2]